# Суперкубок Англії з футболу 1910
Суперкубок Англії з футболу 1910 — 3-й розіграш турніру. Матч відбувся 5 вересня 1910 року між переможцем Футбольної ліги Англії клубом «Астон Вілла» та переможцем Південної Футбольної ліги клубом «Брайтон енд Гоув Альбіон».
| Володар Суперкубка Англії 1910          |
| --------------------------------------- |
|                                         |
| «Брайтон енд Гоув Альбіон» Перший титул |

## Учасники
| Клуб                       | Участей | Роки (жирним виділено перемоги) |
| -------------------------- | ------- | ------------------------------- |
| «Брайтон енд Гоув Альбіон» | дебют   |                                 |
| «Астон Вілла»              | дебют   |                                 |

## Матч

### Деталі
| 5 вересня 1910 |

| «Брайтон енд Гоув Альбіон» | 1–0      | «Астон Вілла» |
| -------------------------- | -------- | ------------- |
| Вебб                       | Протокол |               |

| Стемфорд Бридж, Лондон Глядачів: 15 000 |

|  |  |

| В                |  | Боб Вайтінг    |
| З                |  | Фред Блекмен   |
| З                |  | Джо Лімінг     |
| ПЗ               |  | Білл Бут       |
| ПЗ               |  | Джо Макгай     |
| ПЗ               |  | Джек Гейворт   |
| Н                |  | Берт Лонгстафф |
| Н                |  | Джиммі Коулмен |
| Н                |  | Біллі Джонс    |
| Н                |  | Чарлі Вебб     |
| Н                |  | Білл Гастінгс  |
| Головний тренер: |  |                |
| Джек Робсон      |  |                |

| В                |  | Артур Картлідж |
| З                |  | Том Лайонс     |
| З                |  | Альф Майлз     |
| ПЗ               |  | Джордж Трентер |
| ПЗ               |  | Кріс Баклі     |
| ПЗ               |  | Джордж Гантер  |
| Н                |  | Чарлі Воллейс  |
| Н                |  | Джо Волтерс    |
| Н                |  | Біллі Герріш   |
| Н                |  | Джо Бейч       |
| Н                |  | Берт Голл      |
| Головний тренер: |  |                |
| Джордж Ремзі     |  |                |